# Anyphaena alboirrorata
Anyphaena alboirrorata är en spindelart som beskrevs av Simon 1878. Anyphaena alboirrorata ingår i släktet Anyphaena och familjen spökspindlar. Inga underarter finns listade i Catalogue of Life.